# My Heart Will Go On
A My Heart Will Go On Céline Dion kanadai énekesnő 1997-es dala, amely James Cameron Titanic (1997) című kasszasikerfilmjének főcímzenéje. A film az azonos nevű óceánjáróról szóló tragédia alapján készült; a hajó 1912-ben elsüllyedt, miután jéghegynek ütközött az Atlanti-óceán északi részén. A dal zenéjét James Horner szerezte, a dalszöveget Will Jennings írta, a produkcióban Walter Afanasieff, Horner és Simon Franglen működött közre.
Dion ötödik angol nyelvű stúdióalbumáról, a Let’s Talk About Love-ról (1997), valamint a film filmzenei albumáról 1997. november 24-én megjelent rockballada világsiker lett, és több mint huszonöt országban, köztük Ausztráliában, Ausztriában, Belgiumban, Kanadában, Dániában, Finnországban, Franciaországban, Németországban, Magyarországon, Izlandon, Olaszországban, Hollandiában, Norvégiában, Írországban, Spanyolországban, Svédországban, Svájcban, az Egyesült Királyságban és az Egyesült Államokban a slágerlisták élére került.
A My Heart Will Go On Dion védjegyének számít, és karrierjének egyik legnagyobb slágerévé vált. Világszerte több mint 18 millió példányra becsült eladásával ez a második legnagyobb példányszámban eladott női fizikai kislemez a zenetörténelemben, és minden idők egyik legjobban fogyó fizikai kislemeze. Ez volt 1998-ban a világ legkelendőbb kislemeze is. Az Amerikai Lemezkiadók Szövetsége és a National Endowment for the Arts (Nemzeti Alapítvány a Művészetekért) az évszázad dalainak listájára is felvette. A videóklipet Bille Woodruff rendezte, és 1997 végén jelent meg. Dion a dalt a film 20. évfordulója alkalmából előadta a 2017-es Billboard Music Awards díjátadón, 2017. május 21-én.

## Felvételek
James Horner eredetileg instrumentális motívumként komponálta a dal zenéjét, amelyet a Titanic több jelenetében is használt. Ezután egy teljes vokális változatot akart készíteni belőle, hogy a film végi stáblista alatt használhassa. Will Jennings szövegírót szerződtették, aki a szöveget „egy idős ember szemszögéből írta meg, aki annyi évre visszatekint”. James Cameron rendező nem akart ilyen dalt, de Will Jennings mégis belevágott, és megírta a szöveget. Amikor Dion először hallotta a dalt, nem akarta felvenni, mivel úgy érezte, hogy a Beauty and the Beast és a Because You Loved Me után egy újabb film betétdalának eléneklésével próbálja meg a szerencséjét. Horner megmutatta a zongoravázlatot Simon Franglennek, aki a filmzene elektronikus textúráin és szintetizátorain dolgozott vele. Franglen már több éve dolgozott együtt Dionnal az addigi nagy slágerei közül többön.

### Felvételi munkálatok
James Cameron kötelességének érezte, hogy egy főcímdalt is beiktasson a film népszerűsítésére. Glen Brunman azt is kijelentette, hogy a filmzenealbumon a következőket kellett volna szerepeltetni: „Nincs dal, nincs Céline”.
Dion menedzsere és férje, René Angélil meggyőzte őt, hogy énekeljen ezen a demóverzión, amit már évek óta nem tett meg. Tommy Mottola azt állította, hogy Dion egy felvételen vette fel a dalt, és ez a demó az, ami a filmben is megjelent. A film bemutatása és hatalmas sikere után azonban újra felvette a dalt a lemezkiadáshoz. Ez egy szerkesztett változat volt, néhány változtatással a dal végén. Horner megvárta, amíg Cameron megfelelő hangulatba kerül, mielőtt bemutatta neki a dalt. Miután többször lejátszotta, Cameron kijelentette, hogy egyetért, bár aggódott, hogy esetleg kritika érheti, amiért „reklámot csinál a film végén”. Cameron az aggódó stúdióvezetőket is meg akarta nyugtatni, és „úgy látta, hogy egy slágerdal a filmjéből csak pozitív tényező lehet a befejezés garantálásában”.

### Kompozíció
A dal E-dúr hangnemben íródott. Nagy hangsúlyt fektettek a hangszerelésre. Az ír furulya használata kiemelkedő, amit a vonósok és a gitár ritmusának dallamos használata támogat.A dalban akusztikus és elektronikus hangszerelés egyaránt megtalálható. Dion énekesi teljesítményét a Pandora Radio „érzelmesnek” és „igényesnek” írta le.

### Változatok
A ballada eredeti, Horner/Franglen által készített „demó” változata valamivel több mint öt percig tart, és egy hosszabb befejezéssel rendelkezik, amelyben Dion hosszabb, tagolt vokálokat énekel. Franglen keverte a végleges film- és soundtrack-változatot, kibővítve a demót, és a zárókórushoz zenekart is hozzáadva. Ez a verzió szerepel a Titanic filmzenei albumán, és a film végi stáblista alatt is elhangzik.
Amikor a kislemez a rádióban is megjelent, Walter Afanasieff tovább javította, vonósokkal és elektromos gitárral egészítette ki, valamint átdolgozta a dal egyes részeit. Ez a valamivel több mint négy és fél perces változat a 4 számot tartalmazó maxi kislemezen és Dion Let’s Talk About Love című albumán is szerepel. A dal népszerűségének csúcsán az Egyesült Államokban és az Egyesült Királyságban néhány rádióállomás a dal szerkesztett változatát játszotta, amelyben a film főszereplőinek (Jack és Rose) drámai párbeszédeit Dion éneke közé illesztették.
A dalszövegben a harmadik refrén és az utolsó verze között a „There is some love that will not go away” extra sor szerepel Céline Dion hivatalos honlapján és a Let’s Talk About Love album bookletben.

### Sissel Kyrkjebø felvétele
A norvég énekesnő, Sissel Kyrkjebø 1997-ben vette volna fel a dalt a filmhez, de Dion énekét választották, mivel Horner úgy döntött, hogy támogatja Dion karrierjét. Egy 2014 decemberi interjúban Horner elmondta: „Celine Dion vagy Sissel [éneke] között kellett döntenem. Sisselhez nagyon közel állok, míg Céline-t 18 éves kora óta ismerem, és már három filmes dalt írtam [neki]. De ez még azelőtt volt, hogy Céline ismert lett volna, és a filmesek és a marketingesek nem tették meg azt, amit meg kellett volna tenniük Céline-ért és [az ő] dalaiért. Szóval úgy éreztem, hogy tartozom neki.” Ehelyett Kyrkjebø elkészítette a Titanic: Music from the Motion Picture című filmzenealbum zenéjének nagy részét. Dion elfogadta, hogy énekeljen egy demót a filmhez, annak ellenére, hogy kezdetben habozott a felvételtől, mivel korábban már három filmdalban is közreműködött. Évekkel később Horner Kyrkjebø-t választotta a My Heart Will Go On előadására a Titanic 3D (2012) és a Titanic Live (2015) világpremierjén.

## A kritikusok értékelései
Az AllMusic vezető szerkesztője, Stephen Thomas Erlewine azt írta, hogy a dal „ragyog a lehető legjobban”, és a Let's Talk About Love album egyik kiemelkedő számaként jelölte meg. Egy másik AllMusic kritikus, Heather Phares, aki 5-ből 4 csillaggal értékelte a kislemezt, azt írta: „Valóban, az előadásai a VH1 Divas-on, az 1998-as Oscar-díjátadón (a film 'Heart of the Ocean' medálját viselve), és az 1997-es Let's Talk About Love albumán megszilárdították a My Heart Will Go Ont, mint Dion elsöprő, romantikus stílusának kvintesszenciáját”. Larry Flick a Billboardtól „méltóságteljes balladának” nevezte, megjegyezve, hogy a dal „romantikus szöveggel és egy melankolikus dallammal varázsolja el a közönséget, amelyet egy sirató fuvolaszóló egészít ki”. Hozzátette: „Nem tagadható, hogy Dion olyan hangokat tud eltalálni, amelyek üvegszilánkokat törnek össze - és itt is ezt teszi -, de öröm hallani, ahogy lassan építkezik, és emlékezteti a hallgatót arra, hogy képes suttogva is rengeteg érzelmet beletenni. Egy remek kislemez, amely minden csatornán, amelyet érint, egy nagyon szükséges kis eleganciát kölcsönöz majd.” A People Magazine azt állapította meg, hogy „a drámaiság megfelelő, amikor a My Heart Will Go Ont énekli, mint egy túlélő, aki a szerelmét gyászolja, akit elvesztett, amikor a nagy hajó elsüllyedt”. A Yahoo.com „érzelmes rockballadaként írta le, amely tökéletesen érzékelteti a [Titanic] romantikus vágyakozását”. A Vulture szerint ez egy erőteljes dal, és „a rögzített zene történetének egyik legdicsőségesebb hangnemváltása”, és hogy „örökségét csak Whitney Houston „bevallottan sokkal jobb” I Will Always Love You című dala szorítja háttérbe”. A Washington Post nagyra értékelte, hogy a dal nem csak a háromórás film végére lett felcímkézve, hanem a film szerelmi történetének kulcsmomentumaiban már eleve elhelyezett lírai motívummal rendelkezik a zenei narratíva megteremtése érdekében.
A dalt kritika is érte. A Rolling Stone olvasói 2011-ben a kilencvenes évek hetedik legrosszabb dalának minősítették, a magazin pedig azt írta: „Céline Dion dala és a film nagyon rosszul öregedett... Most [a dal] valószínűleg csak borzongásra késztet”. A The Atlantic a dal népszerűségének csökkenését annak túlzott népszerűségének tulajdonította, és hozzátette, hogy az évek során számos olyan vicc született, amely a dal szövegét parodizálva azt állította, hogy a My Heart Will Go On csak megy „on and on and on”. A Vulture azzal érvelt, hogy divat lett nem szeretni a dalt, mert „magába foglalja mindazt, amit az egykor lelkes mozilátogatók ma már nem szeretnek a Titanicban: elavult, giccses és túl drámai”. A Maxim úgy ítélte meg, hogy ez „a második legtragikusabb esemény, amely valaha is történt ezen a legendás óceánjárón”.

## Elismerések
A My Heart Will Go On több díjat is begyűjtött a legrangosabb díjátadó testületektől szerte a világon. 1998-ban elnyerte A legjobb eredeti dalnak járó Oscar-díjat. A dal dominálta az 1999-es Grammy-díjkiosztót, megnyerte Az év felvétele díjat – ez volt az első alkalom, hogy kanadai nyert –, Az év dala, A legjobb női popénekes teljesítmény és A legjobb vizuális média számára írt dal díját. A dal 1998-ban elnyerte A legjobb eredeti dalnak járó Golden Globe-díjat is.
| Év   | Díj                             | Kategória                                | Eredmény        | For.   |
| ---- | ------------------------------- | ---------------------------------------- | --------------- | ------ |
| 1998 | Oscar-díj                       | A legjobb eredeti dal                    | Elnyerte        | [ 32 ] |
| 1998 | Golden Globe-díj                | A legjobb eredeti dal                    | Elnyerte        | [ 34 ] |
| 1998 | Billboard Music Awards          | Az év filmzenei kislemeze                | Elnyerte        | [ 35 ] |
| 1999 | Grammy-díj                      | Az év felvétele                          | Elnyerte        | [ 36 ] |
| 1999 | Grammy-díj                      | Az év dala                               | Elnyerte        | [ 37 ] |
| 1999 | Grammy-díj                      | A legjobb női popénekes teljesítmény     | Elnyerte        | [ 37 ] |
| 1999 | Grammy-díj                      | A legjobb vizuális média számára írt dal | Elnyerte        | [ 37 ] |
| 1999 | MTV Asia Awards                 | Az év nemzetközi dala                    | Elnyerte        | [ 38 ] |
| 1999 | Japan Gold Disc Award           | Az év dala                               | Elnyerte        | [ 39 ] |
| 1999 | Blockbuster Entertainment Award | Kedvenc dal egy filmből                  | Elnyerte        | [ 40 ] |
| 2002 | Billboard Latin Music Awards    | Különdíj                                 | Elnyerte        | [ 40 ] |
| 2012 | VH1's Definitive list           | 100 legjobb dal a 90-es évekből          | Szerepelt rajta | [ 41 ] |

A dal elnyerte Az év dalának járó japán Gold Disc díjat, valamint Az év filmzenei kislemezének járó Billboard Music Awardot. Emellett 1999-ben az MTV Asia Awards-on is elnyerte Az év nemzetközi dalának járó díjat.
Az évszázad egyik legjobb dalának választották. Ez az egyik legkelendőbb kislemez az Egyesült Királyságban, és ez Dion második olyan kislemeze, amely több mint egymillió példányban kelt el az országban. Ezzel Dion egyike lett annak a két női előadónak, akinek eddig két egymillió eladott kislemeze volt Nagy-Britanniában. 2007 decemberében a dal a 21. helyre került a VH1 100 legjobb dal a 90-es évekből című listáján. 2010 áprilisában a Magic 105.4 brit rádióállomás a hallgatók szavazatai alapján „minden idők legjobb filmdalának” választotta a kislemezt. Az AFI 100 Years...100 Songs című, az amerikai filmtörténet 100 legjobb dalát ünneplő listáján a 14. helyen szerepelt.

## Kulturális hatása
A The Atlantic szerint a dal „belevésődött a film örökségébe”, és minden egyes alkalommal, amikor meghallgatjuk, eszünkbe jut a kasszasiker és az azt övező felhajtás. A USA Today egyetértett azzal, hogy a dal örökre a Titanichoz fog kötődni. A Washington Post szerint a zene és a kép házassága az, ami a dalt és a filmet is nagyobbá teszi, mint a részek összege.
A Los Angeles Times szerint: „A My Heart Will Go On segített abban, hogy 1998 a nagy popballadák csodálatos éve legyen.” Az Atlantic szerint népszerűsége nem abból eredt, hogy olyan eseményeken játszották, mint a középiskolai bálok, esküvők és temetések, hanem abból, hogy kitörölhetetlenül bekerült a popkultúrába a rádióállomáson, a hangszórókon és az elhaladó autókban történő számos lejátszás révén. Anne T. Donahue a TrackRecordtól „Minden idők legjobb filmballadájának” nevezte, és azt mondta, hogy „teljesen megváltoztatta a filmballadák játékát, és a hatása azonnal érezhető volt.” Az MTV a My Heart Will Go Ont a 90-es évek hatodik legnagyobb dalaként tartotta számon.
A 2010-es évek végén olyan popkulturális trend alakult ki az olyan platformokon, mint a YouTube, ahol a dal ikonikus hangnemváltását egy sportmérkőzés egy drámai pillanatának, például egy győztes lövésnek a hangsávjaként vágták be. A világjárvány idején a barcelonai zongorista a My Heart Will Go Ont adta elő karanténba zárt szomszédainak. 2021 elején Trump washingtoni nagygyűlésén a DJ a My Heart Will Go Ont játszotta a tömegnek.
A Barb és Star Vista Del Marba megy (2021) című filmben a dal remixe szerepelt. Bruno Mars 2021-es első koncertjén Las Vegas-i rezidenciája folytatásaként előadta a dal feldolgozását. Ariana Grande James Cordennel énekelte a dalt a The Late Late Show with James Corden egyik szegmensében.

## Videóklip
A videóklipet Bille Woodruff rendezte, amelyben Dion a hajó orránál énekel, miközben a filmből vett jeleneteket vágnak közbe. A videót zöld vászon előtt forgatták Los Angelesben. A forgatáson Celine egy különleges effektet mutatott be, ehhez az kellett, hogy elénekelje az aláfestő dal gyorsabb változatát. 2018 januárjában jelent meg a YouTube-on a klip rendezői változata. A videóklip eddig nem látott felvételeket tartalmaz Céline-ről, többek között egy olyan részt, amely közvetlenül a filmbe helyezi őt.

## Élő előadások
A My Heart Will Go Ont Dion a Let’s Talk About Love World Tour (1998-1999), a Las Vegas-i rezidencia show A New Day... (2003-2007), a Taking Chances World Tour (2008-2009) és a második Las Vegas-i rezidencia show Celine (2011-2019) során adta elő. Elhangzott az "Une seule fois" című műsorában is a Sur les plaines d'Abrahamban Quebec Cityben 2013. július 27-én, a Tournée Européenne 2013, a Summer Tour 2016, a Live 2017 és a Live 2018 turnék során, valamint legutóbb a Courage World Touron. Dion a dalt a 2019. július 5-i londoni BST Hyde Park-i koncertjén is előadta.
Elismerések
Az MTV „igazi tökéletességnek” nevezte Dion előadását a 70. Oscar-díjátadón, hozzátéve: „hibátlanul hangzik, ahogy könnyedén előadja a legjobb eredeti dal kategóriában győztes dalt”.

## Kereskedelmi teljesítmény
A My Heart Will Go On a zenetörténelem egyik legnagyobb rádiós slágere és legkelendőbb kislemeze, amelyből világszerte több mint 18 millió példányt adtak el. Ez volt 1998-ban a világ legkelendőbb kislemeze világszerte.
Egyesült Államok
Az Egyesült Államokban a dal korlátozott példányszámban – 658 000 példánnyal – került forgalomba. Ettől függetlenül a Billboard Hot 100 első helyén debütált, 360 000 eladott példánnyal, ahol két hétig tartózkodott. Emellett a dal tíz hétig volt listavezető a Billboard Hot 100 Airplay listáján, és két hétig volt első a Hot 100 Singles Sales listán. A dal rádiós népszerűségét bizonyítja, hogy 1998 februárjában 117 millió hallgatóval megdöntötte a valaha volt legnagyobb rádiós hallgatottsági rekordot. A kislemez végül aranylemez lett az Egyesült Államokban. A Billboard arról számolt be, hogy a kislemez digitális kiadása 1 133 000 példányban kelt el, amióta elérhető, így az összes eladás 1 791 000 példányra emelkedett az Egyesült Államokban. Csak 2011-ben Dion 956 000 digitális felvételt adott el az Egyesült Államokban, ebből a My Heart Will Go On volt a legnagyobb példányszámban eladott digitális száma (163 000 letöltés). A Billboard 2019 novemberében megjelent cikke szerint a My Heart Will Go On 588,2 millió on-demand streameléssel rendelkezik az Egyesült Államokban, ezzel Dion legtöbbet streamelt dala az országban.
Ezen kívül a My Heart Will Go On számos más amerikai slágerlistán is első lett, többek között a Billboard Hot Adult Contemporary Tracks, Top 40 Mainstream, Hot Latin Pop Airplay, és Hot Latin Tracks listákon. Utóbbinál, a kislemez lett az első angol nyelvű dal, amely a Hot Latin Tracks listájának élére került, amiért Dion Billboard Latin Music Awardot kapott.
Egyesült Királyság
Az Egyesült Királyságban az első helyen debütált a dal 234 000 első heti eladással. 2022 februárjáig a dal átlépte a 2 100 000 egységet, ezzel Dion második egymilliós eladású kislemeze lett Nagy-Britanniában az 1995-ös Think Twice után, és 1998 második legkelendőbb kislemeze Nagy-Britanniában Cher Believe című dala mögött. Ezzel ő lett az első női szóló előadó, akinek több dala is legalább egymillió példányban kelt el Nagy-Britanniában.
Világszerte
Németországban a My Heart Will Go On négyszeres platina minősítést kapott, mivel több mint kétmillió példányban kelt el, és az ott valaha megjelent legnépszerűbb kislemezek közé sorolták. Franciaországban több mint 1,2 millió példányban kelt el, és gyémánt minősítést kapott. A dal Belgiumban háromszoros platina, Ausztráliában, Hollandiában, Norvégiában, Svédországban és Svájcban kétszeres platina, Görögországban platina, Ausztriában pedig arany minősítést kapott. A My Heart Will Go On kétszer jelent meg Japánban. Az 1998 januári eredeti kiadásból 205 300 példányt adtak el, és 200 000 eladott példányszámmal kétszeres platina minősítést kapott. Az 1998 júniusában megjelent remixelt kiadás 111 920 példányban kelt el, és 100 000 eladott példány után arany minősítést kapott, mivel a maxi kislemezeket albumként kezelik.
Nemzetközi szinten a dal nagy sikert aratott, több héten át volt az első helyen a különböző országokban: 17 hétig szerepelt az Eurochart Hot 100 Singles listáján, 15 hétig Svájcban, 13 hétig Franciaországban és Németországban, 11 hétig Hollandiában és Svédországban, 10 hétig Vallóniában, Dániában, Olaszországban és Norvégiában, 7 hétig Flandriában, 6 hétig Írországban és Kanadában, 4 hétig Ausztráliában és Ausztriában, 2 hétig Spanyolországban és az Egyesült Királyságban, egy hétig Finnországban.

## A kislemez dalai

### Kislemezek
| - European CD single 1. "My Heart Will Go On" – 4:40 2. "Because You Loved Me" – 4:33 - European CD single (Remix) 1. "My Heart Will Go On" – 4:40 2. "My Heart Will Go On" (Tony Moran Mix) – 4:21 - French CD single (double A-side) 1. "The Reason" – 5:01 2. "My Heart Will Go On" – 4:40 - French CD single 1. "My Heart Will Go On" – 4:40 2. "Southampton" – 4:02 | - Japanese CD single 1. "My Heart Will Go On" – 4:40 2. "Beauty and the Beast" – 4:04 - UK cassette single 1. "My Heart Will Go On" – 4:40 2. "I Love You" – 5:30 - US CD and cassette single 1. "My Heart Will Go On" – 4:40 2. "Rose" – 2:52 |

### Maxi kislemezek
| - Australian/Brazilian/European/UK CD maxi-single 1. "My Heart Will Go On" – 4:40 2. "Because You Loved Me" – 4:33 3. "When I Fall in Love" – 4:19 4. "Beauty and the Beast" – 4:04 - Australian CD maxi-single (Remixes) 1. "My Heart Will Go On" (Tony Moran Mix) – 4:21 2. "My Heart Will Go On" (Richie Jones Mix) – 4:15 3. "My Heart Will Go On" (Soul Solution Mix) – 4:18 4. "Misled" (The Serious Mix) – 7:22 5. "Love Can Move Mountains" (Underground Vocal Mix) – 7:14 - Brazilian CD maxi-single (Remixes) 1. "My Heart Will Go On" (Cuca's Radio Edit) – 4:22 2. "My Heart Will Go On" (Tony Moran's Anthem Edit) – 4:21 3. "My Heart Will Go On" (Richie Jones "Unsinkable" Edit) – 4:15 4. "My Heart Will Go On" (Tony Moran's Anthem Vocal) – 9:41 | - European CD and 12" maxi-single (Remixes) 1. "My Heart Will Go On" (Album Version) – 4:40 2. "My Heart Will Go On" (Tony Moran Mix) – 4:21 3. "My Heart Will Go On" (Richie Jones Mix) – 4:15 4. "My Heart Will Go On" (Soul Solution) – 4:18 - Japanese CD maxi-single (Remixes) 1. "My Heart Will Go On" (Tony Moran Mix) – 4:21 2. "My Heart Will Go On" (Richie Jones Mix) – 4:16 3. "My Heart Will Go On" (Soul Solution Mix) – 4:19 4. "My Heart Will Go On" (Richie Jones "Unsinkable" Club Mix) – 10:03 5. "My Heart Will Go On" (Matt & Vito's "Unsinkable" Epic Mix) – 9:52 - UK CD maxi-single ("Heart") 1. "My Heart Will Go On" (Soundtrack Version) – 5:07 2. "Have a Heart" – 4:12 3. "Nothing Broken but My Heart" – 5:55 4. "Where Does My Heart Beat Now" – 4:32 |

## Remixek
1. "My Heart Will Go On" (Tony Moran Mix) – 4:21
2. "My Heart Will Go On" (Tony Moran's Anthem Vocal) – 9:41
3. "My Heart Will Go On" (Richie Jones Mix) – 4:15
4. "My Heart Will Go On" (Richie Jones "Go On" Beats) – 5:12
5. "My Heart Will Go On" (Richie Jones "Unsinkable" Club Mix) – 10:03
6. "My Heart Will Go On" (Soul Solution Mix) – 4:18
7. "My Heart Will Go On" (Soul Solution Percappella) – 4:16
8. "My Heart Will Go On" (Soul Solution Bonus Beats) – 3:32
9. "My Heart Will Go On" (Soul Solution Drama at Sea Mix) – 9:10
10. "My Heart Will Go On" (Matt & Vito's "Unsinkable" Epic Mix) – 9:52
11. "My Heart Will Go On" (Matt & Vito's Penny Whistle Dub) – 3:21
12. "My Heart Will Go On" (Cuca's Radio Edit) – 4:22

## Helyezések
| Lista (1997–1998)                                               | Legjobb helyezés |
| --------------------------------------------------------------- | ---------------- |
| Ausztrália (ARIA)                                               | 1                |
| Ausztria (Ö3 Austria Top 40)                                    | 1                |
| Belgium (Ultratop 50 Flanders)                                  | 1                |
| Belgium (Ultratop 50 Wallonia)                                  | 1                |
| Kanada Top Singles (RPM)                                        | 1                |
| Kanada Adult Contemporary Tracks (RPM)                          | 1                |
| Kanada Contemporary Hit Radio (BDS)                             | 1                |
| Kanada Singles (Nielsen SoundScan) Import-only single           | 33               |
| Kanada Singles (Nielsen SoundScan) Import-only single (Remixes) | 14               |
| Costa Rica (Notimex)                                            | 1                |
| Dánia (Tracklisten)                                             | 1                |
| El Salvador (Notimex)                                           | 1                |
| Európa (European Hot 100 Singles)                               | 1                |
| Finnország (Singlet Top 20)                                     | 1                |
| Franciaország (Single Top 100)                                  | 1                |
| Németország (Media Control Charts)                              | 1                |
| Greece (IFPI)                                                   | 1                |
| Guatemala (Notimex)                                             | 1                |
| Honduras (Notimex)                                              | 1                |
| Magyarország (Single Top 40)                                    | 1                |
| Magyarország (Rádiós Top 40)                                    | 1                |
| Izland (Íslenski Listinn Topp 40)                               | 1                |
| Írország (IRMA)                                                 | 1                |
| Olaszország (FIMI)                                              | 1                |
| Japán (Oricon) 2-track single                                   | 34               |
| Japán (Oricon) 5-track Dance Mixes                              | 49               |
| Mexikó (AMPROFON)                                               | 1                |
| Hollandia (Top 40)                                              | 1                |
| Hollandia (Single Top 100)                                      | 1                |
| Új-Zéland (Recorded Music NZ)                                   | 34               |
| Norvégia (VG-lista)                                             | 1                |
| Peru (Notimex)                                                  | 1                |
| Lengyelország (Music & Media)                                   | 4                |
| Puerto Rico (Notimex)                                           | 3                |
| Quebec (ADISQ)                                                  | 1                |
| Skócia (Scottish Singles Top 40)                                | 1                |
| Spanyolország (PROMUSICAE)                                      | 1                |
| Svédország (Sverigetopplistan)                                  | 1                |
| Svájc (Schweizer Hitparade)                                     | 1                |
| Taiwan (IFPI)                                                   | 1                |
| Egyesült Királyság (UK Singles Chart)                           | 1                |
| US Billboard Hot 100                                            | 1                |
| US Adult Contemporary (Billboard)                               | 1                |
| US Adult Top 40 (Billboard)                                     | 3                |
| US Hot Latin Songs (Billboard)                                  | 1                |
| US Mainstream Top 40 (Billboard)                                | 1                |
| US Rhythmic (Billboard)                                         | 3                |

| Lista (1998)                          | Helyezés |
| ------------------------------------- | -------- |
| Ausztrália (ARIA)                     | 14       |
| Ausztria (Ö3 Austria Top 40)          | 2        |
| Belgium (Ultratop 50 Flanders)        | 1        |
| Belgium (Ultratop 50 Wallonia)        | 2        |
| Kanada Top Singles (RPM)              | 3        |
| Kanada Adult Contemporary (RPM)       | 1        |
| Európa (European Hot 100 Singles)     | 1        |
| Franciaország (SNEP)                  | 3        |
| Németország (Official German Charts)  | 1        |
| Izland (Íslenski Listinn Topp 40)     | 2        |
| Hollandia (Dutch Top 40)              | 1        |
| Hollandia (Single Top 100)            | 1        |
| Norvégia (VG-lista)                   | 1        |
| Spanyolország (PROMUSICAE)            | 7        |
| Svédország (Sverigetopplistan)        | 1        |
| Svájc (Schweizer Hitparade)           | 1        |
| UK Singles (Official Charts Company)  | 2        |
| US Billboard Hot 100                  | 13       |
| US Adult Contemporary (Billboard)     | 5        |
| US Adult Top 40 (Billboard)           | 26       |
| US Hot Latin Songs (Billboard)        | 12       |
| US Hot Soundtrack Singles (Billboard) | 1        |
| US Mainstream Top 40 (Billboard)      | 10       |
| US Rhythmic (Billboard)               | 18       |

| Lista (1990–1999)                       | Helyezés |
| --------------------------------------- | -------- |
| Ausztria (Ö3 Austria Top 40)            | 18       |
| Belgium (Ultratop 50 Flanders)          | 21       |
| Kanada (Canadian Artists Digital Songs) | 3        |
| UK Singles (OCC)                        | 11       |

| Lista                          | Helyezés |
| ------------------------------ | -------- |
| Belgium (Ultratop 50 Flanders) | 95       |
| Kanada (Nielsen SoundScan)     | 8        |
| Írország (IRMA)                | 13       |
| UK Singles (OCC)               | 32       |

## Minősítések és eladási adatok
| Régió | Minősítés  | Eladott példányszám |
| --- | ---------- | ------------------- |
| Ausztrália (ARIA) | 2× platina | 140 000^            |
| Ausztria (IFPI Austria) | arany      | 25 000*             |
| Belgium (BEA) | 3× platina | 150 000*            |
| Dánia (IFPI Denmark) | platina    | 90 000‡             |
| Franciaország (SNEP) | gyémánt    | 750 000*            |
| Németország (BVMI) | 4× platina | 2 000 000^          |
| Olaszország (FIMI) | arany      | 25 000*             |
| Japán (RIAJ) Single version | 2× platina | 200 000^            |
| Japán (RIAJ) Dance mixes | arany      | 100 000^            |
| Japán (RIAJ) Ringtone | platina    | 250 000*            |
| Mexikó (AMPROFON) | arany      | 30 000*             |
| Hollandia (NVPI) | 2× platina | 150 000^            |
| Norvégia (IFPI Norway) | 2× platina |                     |
| Svédország (GLF) | 2× platina | 60 000^             |
| Svájc(IFPI Switzerland) | 2× platina | 100 000^            |
| Egyesült Királyság (BPI) | 3× platina | 2,100,000           |
| Egyesült Államok (RIAA) | 4× platina | 2,358,000           |
| * Eladási példányszámok kizárólag a minősítés alapján. ^ Kiszállítási példányszámok kizárólag a minősítés alapján. ‡ Eladási+streaming példányszámok kizárólag a minősítés alapján. |            |                     |

## Megjelenési történet
| Régió                      | Dátum              | Formátum(ok)      | Kiadó          | For.    |
| -------------------------- | ------------------ | ----------------- | -------------- | ------- |
| Ausztria Németország Svájc | 1997. november 24. | CD                | Columbia       | [ 169 ] |
| Egyesült Államok           | 1997 december      | Rádiós megjelenés | Sony 550 Music | [ 170 ] |
| Japán                      | 1998. január 14.   | Mini CD           | Epic           | [ 171 ] |
| Egyesült Királyság         | 1998. február 9.   | CD kazetta        | Epic           | [ 172 ] |
| Egyesült Államok           | 1998. február 10.  | CD kazetta        | Sony 550 Music | [ 170 ] |
| Japán                      | 1998. június 20.   | CD                | Epic           | [ 173 ] |

## Lásd még
- A legnagyobb példányszámban eladott kislemezek
- Oscar-díj a legjobb eredeti dalnak
- Golden Globe-díj a legjobb eredeti filmbetétdalnak
- Grammy-díj a legjobb női popénekes teljesítményért
- Grammy-díj a legjobb vizuális média számára írt dalnak
- Grammy-díj az év felvételéért
- Grammy-díj az év daláért

## További információ
- The Oral History of Celine Dion's 'My Heart Will Go On': Controversies, Doubts & 'Belly Pains' in the Studio. Billboard. Billboard, 2017. május 18. (Hozzáférés: 2017. május 22.)

## Külső linkek
- "My Heart Will Go On" (Music Video). YouTube
- "My Heart Will Go On" (Live in Las Vegas). YouTube
- Sissel singing "My Heart Will Go On" - Live at the Titanic 3D World Premiere. YouTube
- Titanic Live (My Heart Will Go On) - Royal Albert Hall 27/04/15. YouTube